# Tschernigowka
Tschernigowka (russisch Черни́говка) ist ein Dorf in der Region Primorje (Russland) mit 10.124 Einwohnern (Stand 1. Oktober 2021).

## Geographie
Das Dorf liegt im Fernen Osten Russlands am südöstlichen Rand der Chankaniederung, etwa 140 Kilometer (Luftlinie) nördlich der Regionshauptstadt Wladiwostok. Durch den Ort fließt der gleichnamige Bach Tschernigowka, ein rechter Zufluss der Ilistaja (früher Lefu), die gut 25 Kilometer nordwestlich von Tschernigowka in das Südende des Chankasees mündet. Der Ort liegt am Fuß eines westlichen Ausläufers des Sichote-Alin, des weiter östlich knapp 1100 Meter hohen Blauen Kammes (Sini chrebet).
Tschernigowka, eines der größten Dörfer des russischen Fernen Ostens, ist Verwaltungszentrum des gleichnamigen Rajons Tschernigowski.

## Geschichte
Im Herbst 1885 kamen 25 Umsiedlerfamilien aus dem Gouvernement Tschernigow (heute Ukraine) in das Gebiet des heutigen Dorfes. Nachdem sie den ersten Wintern in Erdhütten verbracht hatten, gründeten sie zusammen mit weiteren aus den Gouvernements Poltawa und Charkow eingetroffenen Umsiedlern am 1. Oktober 1886 das Dorf, welches sie zur Erinnerung an die alte Heimat benannten.
Wenig später wurde die Ussuri-Eisenbahn von Chabarowsk nach Wladiwostok, heute Teil der Transsibirischen Eisenbahn, durch den Ort geführt und 1897 in Betrieb genommen.
Am 4. Januar 1926 wurde Tschernigowka Verwaltungszentrum eines Rajons und blieb es bis heute, mit Unterbrechung von 1963 bis 1965, als das Gebiet dem Rajon Spassk angegliedert war.

### Bevölkerungsentwicklung
| Jahr | Einwohner |
| ---- | --------- |
| 1939 | 11.088    |
| 1959 | 10.699    |
| 1970 | 12.848    |
| 1979 | 14.350    |
| 1989 | 15.842    |
| 2002 | 14.310    |
| 2010 | 13.046    |
| 2021 | 10.124    |

Anmerkung: Volkszählungsdaten

## Wirtschaft und Infrastruktur
Das Dorf ist Zentrum eines Landwirtschaftsgebietes mit Rinderhaltung und vorwiegendem Anbau von Sojabohnen, Kartoffeln und Gemüse. Es gibt mehrere Betriebe zur Verarbeitung landwirtschaftlicher Erzeugnisse (Molkerei, Großbäckerei, Konservenfabrik).
Tschernigowka liegt an der Transsibirischen Eisenbahn (Stationsname Mutschnaja; Streckenkilometer 9090 ab Moskau). Durch den Ort führt die Fernstraße A370 „Ussuri“ von Chabarowsk nach Wladiwostok. Von dieser zweigt hier eine Straße ab, die die kürzeste südliche Umgehung des Chankasees darstellt und nach Chorol an der 05A-192 führt.

## Söhne und Töchter des Ortes
- Stanislaw Jewgrafowitsch Petrow (1939–2017), Oberstleutnant der sowjetischen Luftverteidigungsstreitkräfte